# 芒种 (歌曲)
芒种是由赵方婧于2019年演唱的一首中文原创古风歌曲。后收录于音闕詩聽的专辑《二十四节气》中。

## 背景
芒种是中國傳統二十四节气中的第九个节气，也是夏天的第三个节气，此时正值华北平原地区小麦等禾本科有芒粮食作物成熟之际，因此得名“芒种”。在创作歌曲期间，主唱赵方婧正就读于華中科技大學同濟醫學院，并在研习教材以为进入研究所做准备，而创作发行期间也正好处在芒种节气內。在歌词上，词作者将虚构故事融入歌曲，歌曲本身则以赵方婧演唱為主，歌曲間奏也有古箏和小提琴的伴奏，並穿插以流行電音。

## 反響
芒种在发行初期曾透过短视频平台在中国大陆、越南等地網路掀起传播热潮，该曲也曾在流行金曲排行榜2019年度盛典获得“最受欢迎国风单曲奖”与第27届东方风云榜音乐盛典“十大金曲”奖。中华人民共和国官方喉舌《人民日报》也對此曲評價較高，称其“曲風悅耳，清新活潑”。
但是也有对此歌曲持批判否定态度的评论家，臺灣作家朱宥勳就批评芒种的歌词任意破坏文字结构，难以理解，并认为歌词作者缺乏对中国古典文学、节气的基本了解。香港教师姚慶萬亦曾批评该歌曲歌词水平低劣，情節跳躍，混淆聽眾思緒，有為「詞」造情之嫌。

## 外部連結
- 央视网-《芒种》 （页面存档备份，存于）